# Монастир святого Наума

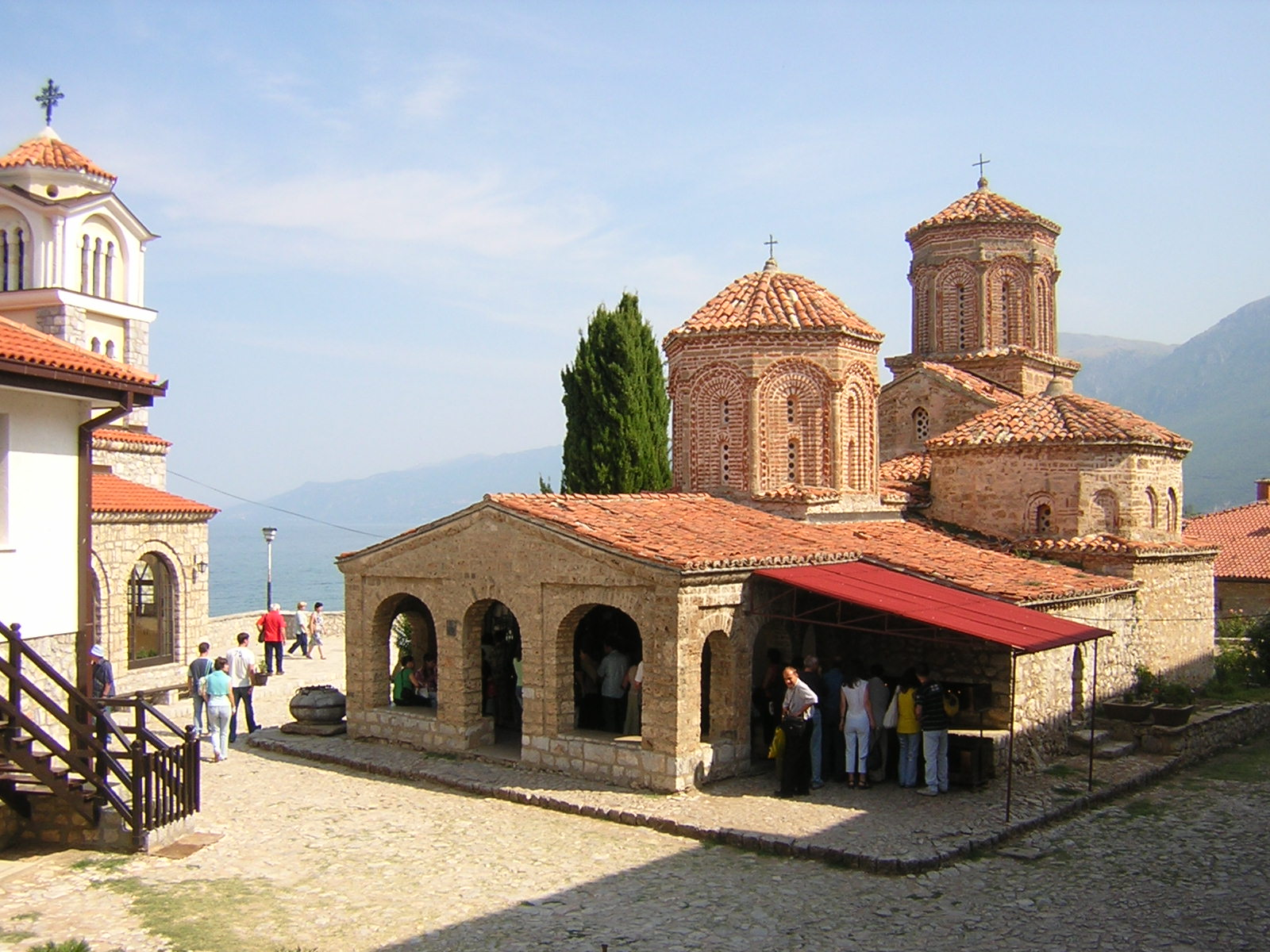
Церква, у якій зберігаються мощі Святого Наума

40°54′50″ пн. ш. 20°44′26″ сх. д. / 40.913889° пн. ш. 20.7405° сх. д.
Монастир святого Наума (мак. Манастир „Свети Наум“) — православний монастир в Македонії, розташований на південно-східному березі Охридського озера, в безпосередній близькості від албанської кордону (30 км на південь від Охрида). У минулому в монастирі розташовувалася резиденція Охридського архієпископа, нині монастир під юрисдикцією Македонської православної церкви.

## Історія

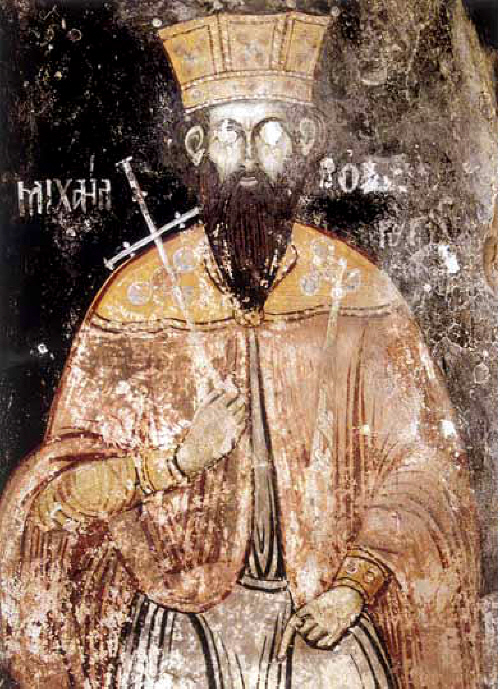
Ктиторський портрет князя Бориса

Монастир був заснований в 893—900 гг. святим Наумом Охридським, молодшим учнем Кирила і Мефодія, при сприянні болгарських правителів Бориса та Симеона. Після смерті святого 23 грудня 910 року його мощі були переміщені в монастирський храм. В середні віки монастир був значним культурним центром і мав великі земельні володіння.
Светі-Наум користувався великою повагою мусульман в османську епоху, на паломництво приходили багато албанці та торбеші. Вважалося, що мощі виліковували від психічних розладів та захворювань, що відбилося у прислів'ї «Або розум, або Світи Наум».

## Монастирські свята
- День Святого Наума — 20 червня.
- Зимовий день Святого Наума — 23 грудня,
- День Семи болгарських апостолів — 27 липня

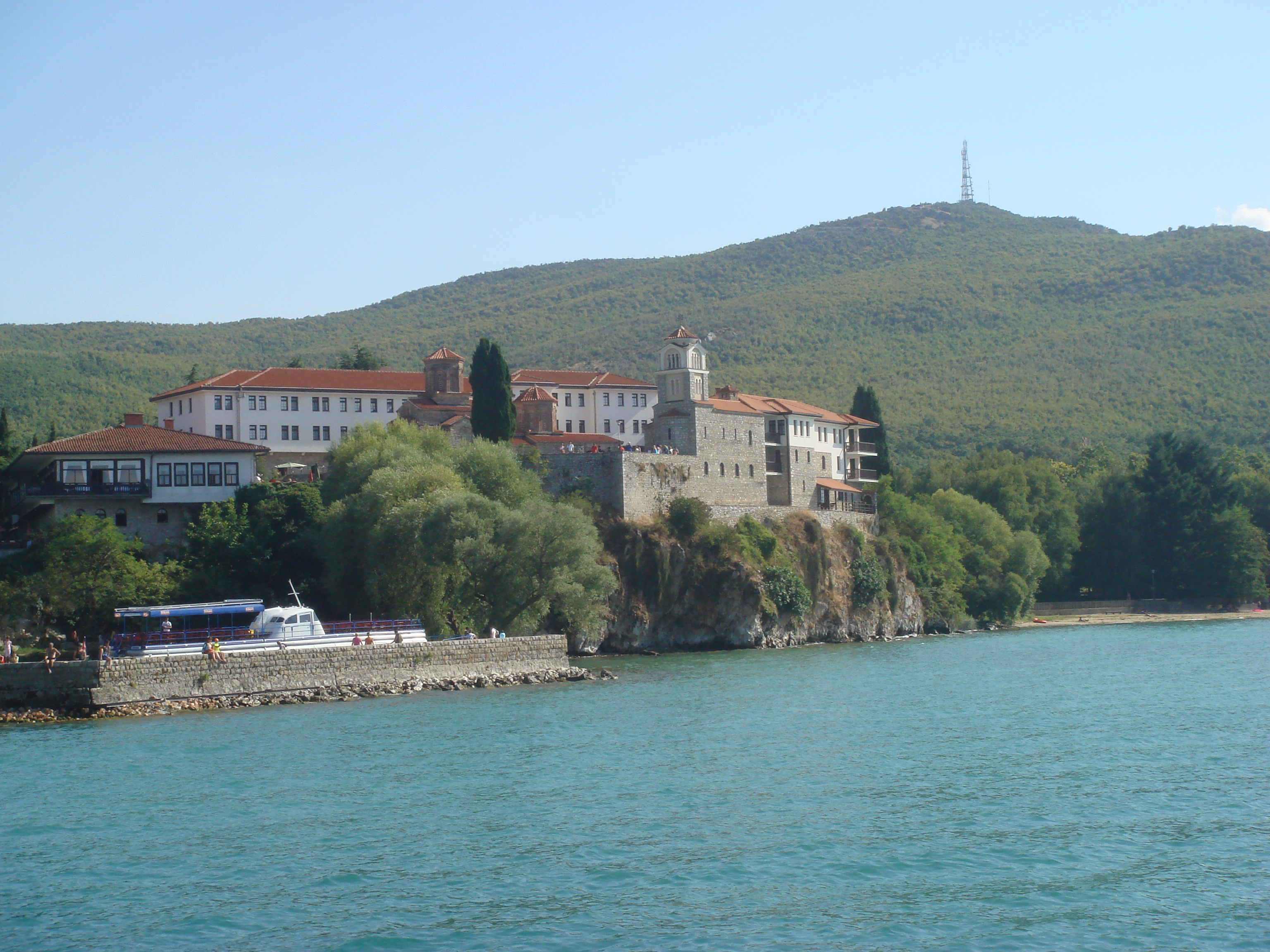
Вид на монастир з озера

- День Архангелів.